# Bohuslav Bláha (kněz)
Bohuslav Bláha (24. února 1932 Domamil – 23. srpna 2018 Brno) byl český (resp. moravský) římskokatolický duchovní.

## Životopis
Po maturitě studoval v semináři v Litoměřicích, ke byl také v červnu 1957 vysvěcen na kněze. Jeho prvním kaplanským místem byl Třebíč-Zámek, dále Prosiměřice, Dačice a Jihlava. V roce 1961 mu byl odňat státní souhlas k veřejné duchovní služby a další čtyři roky pracoval ve stavebním podniku v Jihlavě.
Poté, co mu církevní tajemník vrátil státní souhlas, působil dvanáct let v olomoucké arcidiecézi, zejména v pohraničních oblastech. Po umožnění návratu do brněnské diecéze byl čtyři roky administrátorem v Kobeřicích u Brna a Nížkovicích. Nejdelší dobu svého kněžského působení (celkem 32 let) strávil jako farář ořechovských farností (ve farnostech Všech svatých a u sv. Jiří). V závěru života vypomáhal jako kněz v brněnském kostele sv. Maří Magdalény v Brně.
Jeho celoživotní zálibou bylo sbírání devocionálií – svatých obrázků. Jeho sbírka činila přibližně dvanáct tisíc kusů. Šlo o obrázky ručně malované, vystřihované z papíru, dřevořezy, mědiryty, ocelorytiny, kamenotisky i ofsety. Svaté obrázky ze sbírky byly vystavovány nejen v ořechovské farnosti, ale také v Brně v kostele sv. Michala, ve Vlastivědném muzeu v Kyjově nebo ve Znojmě-Hradišti.
Zemřel 23. srpna 2018.